# Berberis sanguinea
Berberis sanguinea är en berberisväxtart som beskrevs av Adrien René Franchet. Berberis sanguinea ingår i släktet berberisar, och familjen berberisväxter. Inga underarter finns listade i Catalogue of Life.